# Bangang
Pour les articles homonymes, voir Bangang (homonymie).
 (mai 2014).
Si vous disposez d'ouvrages ou d'articles de référence ou si vous connaissez des sites web de qualité traitant du thème abordé ici, merci de compléter l'article en donnant les références utiles à sa vérifiabilité et en les liant à la section « Notes et références ».

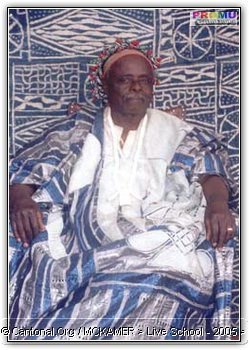
Fouo Momo Zangmene Joseph, des Bangang.

Bangang est un village de la Région de l'Ouest au Cameroun, en 'pays Bamiléké', situé dans le département de Bamboutos, arrondissement de Batcham. Au terme du décret Présidentiel no 77/245, du 15 juillet 1977, portant « organisation des chefferies traditionnelles » au Cameroun, le Groupement Bangang est érigé en chefferie de Premier dégré. 
Le chef supérieur actuel des Bangang, 19e roi de la dynastie, se nomme Sa Majesté Momo Keubou Serges Evariste. Il prend ses fonctions le 11 juin 2016, à la suite de la mort de son père, Sa Majesté Momo Zangméné Joseph survenue le 7 mars 2016.

## Chefferie

### Administration traditionnelle
L’administration centralisée est composée :
- du chef (fouo), autorité suprême ;
- du conseil des 9 : « Mekem lepfwouo’ », chargé de la défense de la communauté et de la protection de la forêt sacrée « léfùm » ;
- du conseil des 7 « Mekem So’ombwéa », chargé du cabinet ministériel qui forme l’état-major du village et se charge de la diplomatie au-delà des frontières du village.

La structure centrale est renforcée par des assemblées de dignitaires telles que :
- les « pouolà » (les fils du pays) représentants officiels de la religion qui concerne les rites. Ils protègent le sol contre les mauvais esprits et sont responsables de la fête de récolte « Njiolà » ;
- les « nwalà » (les professeurs du pays sont les gardes de corps du chef) ;
- le « Kwui’fouo » (homonyme du chef) symbolisé par le « gong » en forme de « V » : c’est l’instrument de messagerie du chef ;
- le « Meka’on » (armée du chef) joue le rôle de gendarmerie à la chefferie.

### Dynastie des Rois
Depuis sa création, la chefferie Bangang a connu une succession de dix-neuf rois :

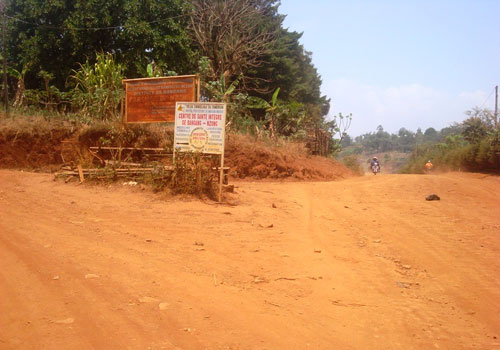
Carrefour Nzong, en pleine saison sèche.

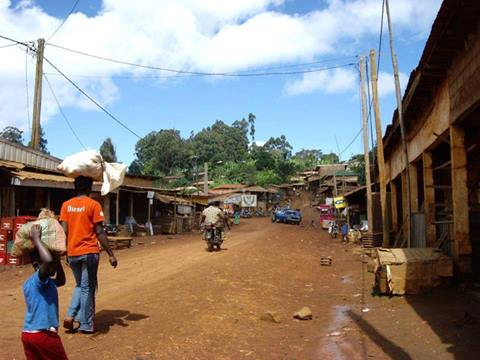
« Avenue principale » ou marché Bangang.

| No | Identité               | Période | Période | Durée  | Étiquette |
| No | Identité               | Début   | Fin     | Durée  | Étiquette |
| -- | ---------------------- | ------- | ------- | ------ | --------- |
| 16 | Effenzi Pierre (d)     |         | 1957    |        |           |
| 17 | Momo Jean Norbert (d)  | 1957    | 1975    | 18 ans |           |
| 18 | Momo Joseph (d)        | 1975    | 2016    | 41 ans |           |
| 19 | Momo Keubou Serges (d) | 2016    |         |        |           |
| 11 | Tsa'asse (d)           |         |         |        |           |
| 15 | Tanemo (d)             |         |         |        |           |
| 12 | Meli (d)               |         |         |        |           |
| 13 | Tadounyempie (d)       |         |         |        |           |
| 14 | Meli II (d)            |         |         |        |           |
| 10 | Yonta (d)              |         |         |        |           |
| 8  | Tagangdio (d)          |         |         |        |           |
| 3  | Zogning (d)            |         |         |        |           |
| 2  | Lemouo (d)             |         |         |        |           |
| 9  | Kelemezemda (d)        |         |         |        |           |
| 4  | Tetangou (d)           |         |         |        |           |
| 6  | Me-lyontchuo (d)       |         |         |        |           |
| 5  | Mbou-pouo (d)          |         |         |        |           |
| 7  | Tso tamao (d)          |         |         |        |           |
| 1  | NgangNgan (d)          |         |         |        |           |

## Géographie

### Situation géographique
Le Groupement Bangang est situé au Sud du département des Bamboutos partageant ses frontières avec :
- Bafou, Baleveng et Balessing dans le département de la Ménoua ;
- Batcham, Bamougong, Balatchi, Babadjou et Bamessengue dans le département des Bamboutos ;
- Mbamock dans le département du Lébialem.

Soit au total une dizaine de villages repartis dans deux régions et trois départements. 
Bangang est situé à environ 14 km de la ville de Mbouda.

### Démographie
D'après des données primaires et secondaires obtenues à partir d’un recensement exhaustif de la population dans les archives de la chefferie, de la mairie de Batcham et d’après le résultat du dernier recensement général de la population, les hommes et les femmes, fils et petits-fils natifs de Bangang de l’intérieur tout comme de l’extérieur peuvent être estimés à 155 000. Cependant, la population résidente est presque la moitié du nombre total, donc environ 80 000 personnes sur une superficie de 114 km2 soit une densité de population de 701 personnes/km2.

### Climat
Le climat du village Bangang est type caméronien d’altitude avec une longue saison de pluie : sept à huit mois, soit de mars/avril à fin octobre, avec des précipitations maximales en juillet et août, et une courte saison sèche de novembre à mars/avril. Cependant les irrégularités observées sur le retour des pluies au cours de ces dernières années peuvent être due aux perturbations climatiques que le monde connaît au début du XXIe siècle.
| Mois | jan. | fév. | mar.  | avr.  | mai   | jui.  | jui.  | aoû.  | sep.  | oct.  | nov.  | déc. | Année  |
| ---- | ---- | ---- | ----- | ----- | ----- | ----- | ----- | ----- | ----- | ----- | ----- | ---- | ------ |
| 2007 | 3    | 3    | 48,3  | 209,4 | 336,7 | 341,6 | 337   | 285   | 346,6 | 195,2 | 127,5 | 16   | 187,44 |
| 2008 | 5    | 9    | 59,5  | 257,1 | 345,9 | 267,6 | 346,3 | 255   | 325,4 | 212   | 128,3 | 13,7 | 185,4  |
| 2009 | 3    | 9    | 60,1  | 209,4 | 336,7 | 341,6 | 337   | 491,2 | 198,9 | 241,2 | 22,3  | 0    | 187,53 |
| 2010 | 0    | 27,7 | 116,4 | 56,4  | 144,4 | 123,4 | 110,9 | 150,3 | 199,6 | 254,7 | 31,8  | 0    | 184,63 |

#### Températures
Les températures sont fraîches, mais varient en raison de l’extension de Bangang en altitude avec la dénivellation de plus de 1 400 m entre le point le plus bas (Batsiet) et le point le plus haut (mont Mélétan). Les températures générales se situent entre 11 et 18 °C : elles sont plus élevées en saison sèche.
| Mois | jan.  | fév.  | mar.  | avr.  | mai   | jui.  | jui.  | aoû. | sep. | oct.  | nov.  | déc.  | Année |
| ---- | ----- | ----- | ----- | ----- | ----- | ----- | ----- | ---- | ---- | ----- | ----- | ----- | ----- |
| 2007 | 18,15 | 18    | 19,45 | 19,35 | 18,7  | 18,7  | 17,35 | 16,6 | 17,1 | 17    | 16,45 | 16,2  | 17,67 |
| 2008 | 17,1  | 17,5  | 17,8  | 18,8  | 18,15 | 18,4  | 17,36 | 16,4 | 17,6 | 17    | 16,45 | 16,24 | 17,37 |
| 2009 | 17,5  | 17,95 | 18,9  | 18,45 | 17,65 | 17,25 | 17,45 | 16,5 | 17,5 | 17,85 | 18,25 | 17,7  | 17,74 |
| 2010 | 17,35 | 18,2  | 18,5  | 18,8  | 17,95 | 17,7  | 16,75 | 16,8 | 17,2 | 17,75 | 17,75 | 17,25 | 17,66 |

### Topographie

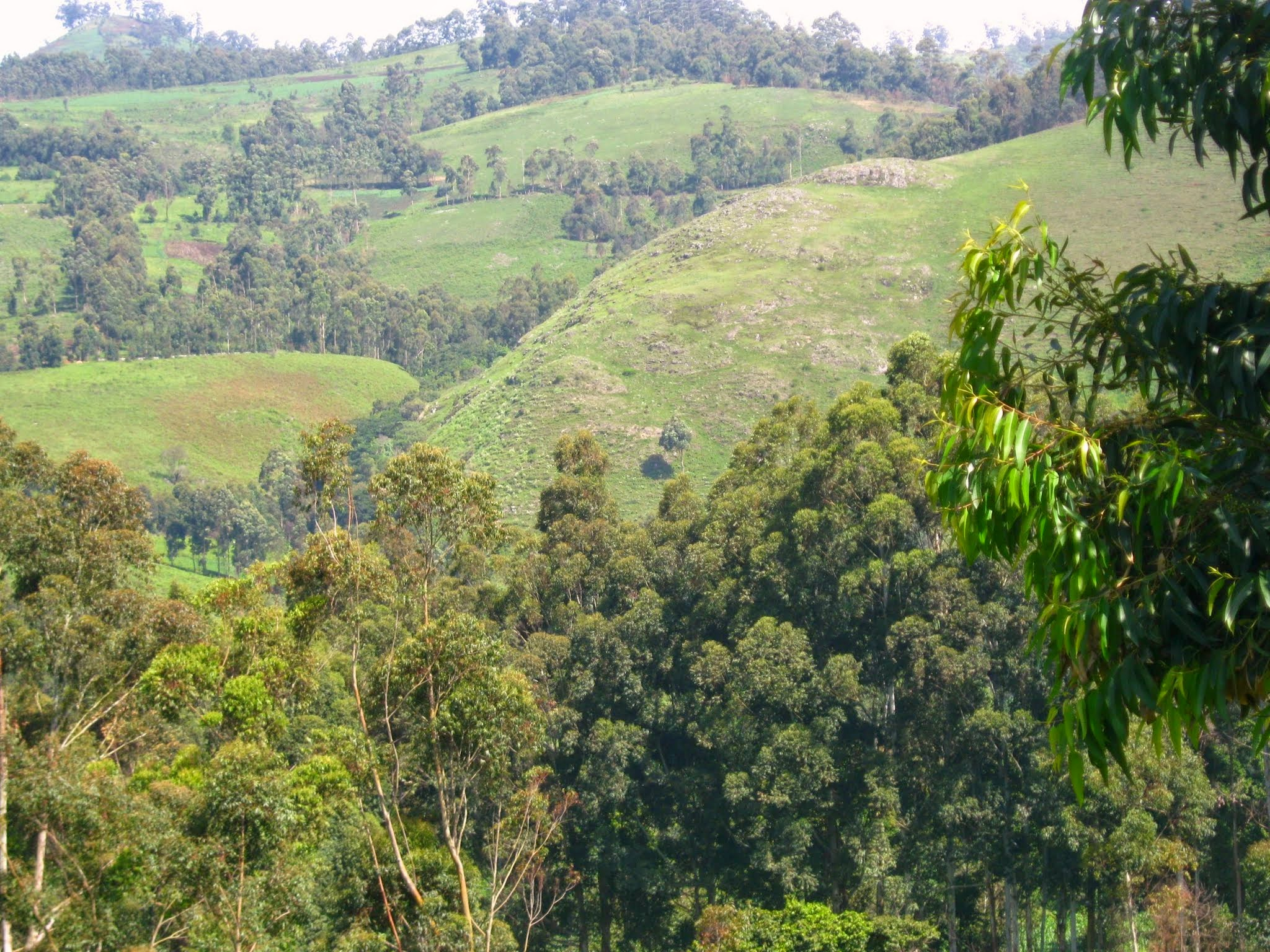
Les montagnes de Bangang.

Au plan géomorphologique, Bangang du fait de son extension sur le flanc oriental des monts Bamboutos est marqué par deux grands ensembles : la zone des monts, beaucoup moins accidentée, correspond à la caldeira des monts Bamboutos. Elle est marquée par une succession de reliefs tubulaires en marches d’escalier. Par endroits, les intrusions des roches magmatiques très visqueuses forment des dômes (collines arrondies et pentes raides) localement appelés Lékwè. Les plus connus sont :
- Lékwemekoup (2 280 m) ;
- Lékwesaah (2 180 m) ;
- Lékwe khi (2 182 m) ;
- Résidence d'un riche homme d'affaires Bangang à BangangLékwengoon (1 800 m) ;
- Lékwetsopeua (1 500 m).

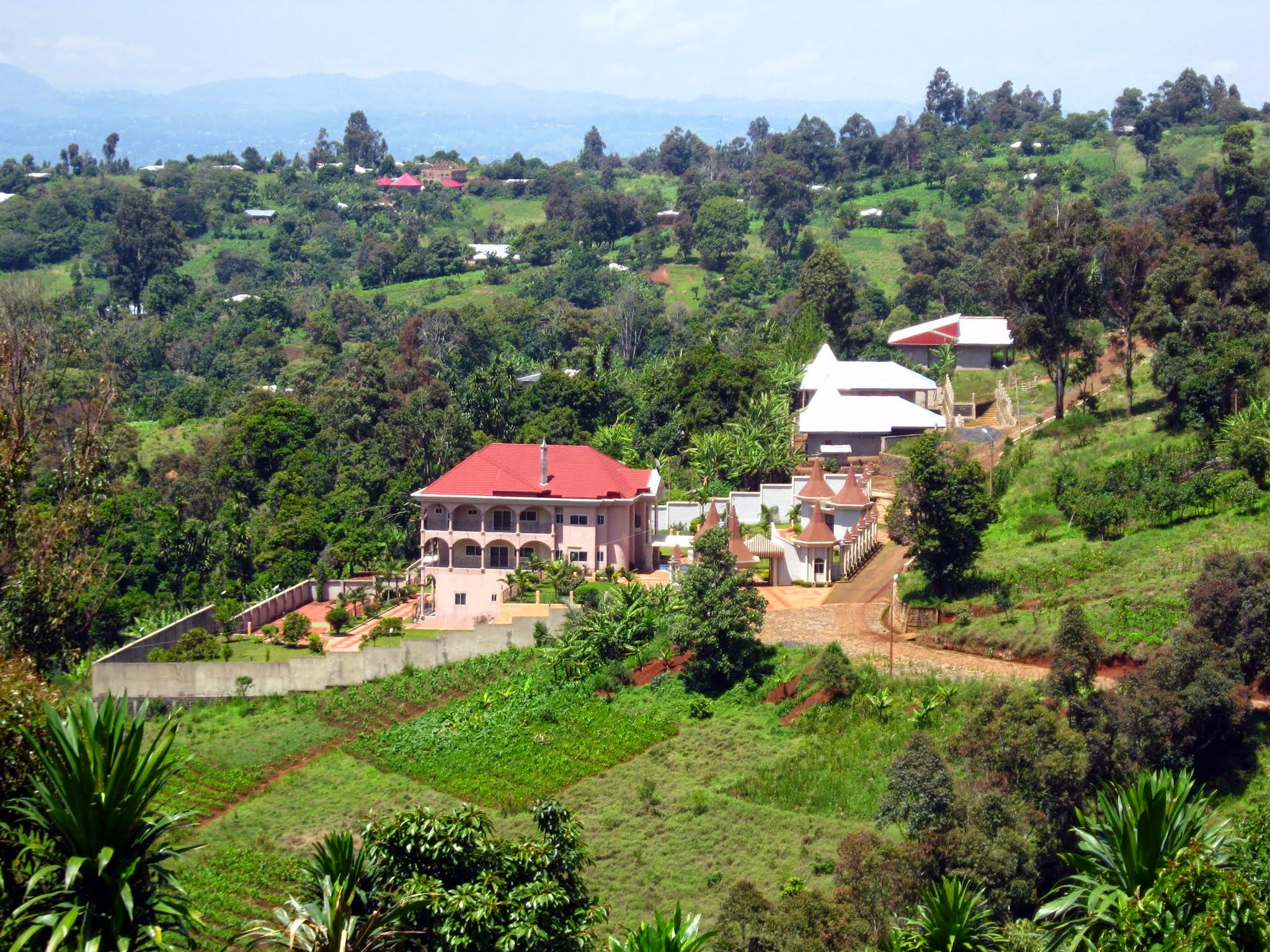
Résidence d'un riche homme d'affaires Bangang à Bangang

La zone de plateau couvre environ 4/5 de la superficie de Bangang. Il s’agit de la bordure supérieure du plateau Bamiléké avec des pentes s’adoucissant progressivement vers la base pour se confondre aux plateaux. Ceux-ci sont séparés par les vallées en « V » plus ou moins encaissées mais dont les confluences en aval forment généralement les larges bas-fonds marécageux qu’occupent les raphias. Il en est ainsi des bas-fonds de Batsiet et Moyang entre autres.

## Histoire

### Origine et fondation

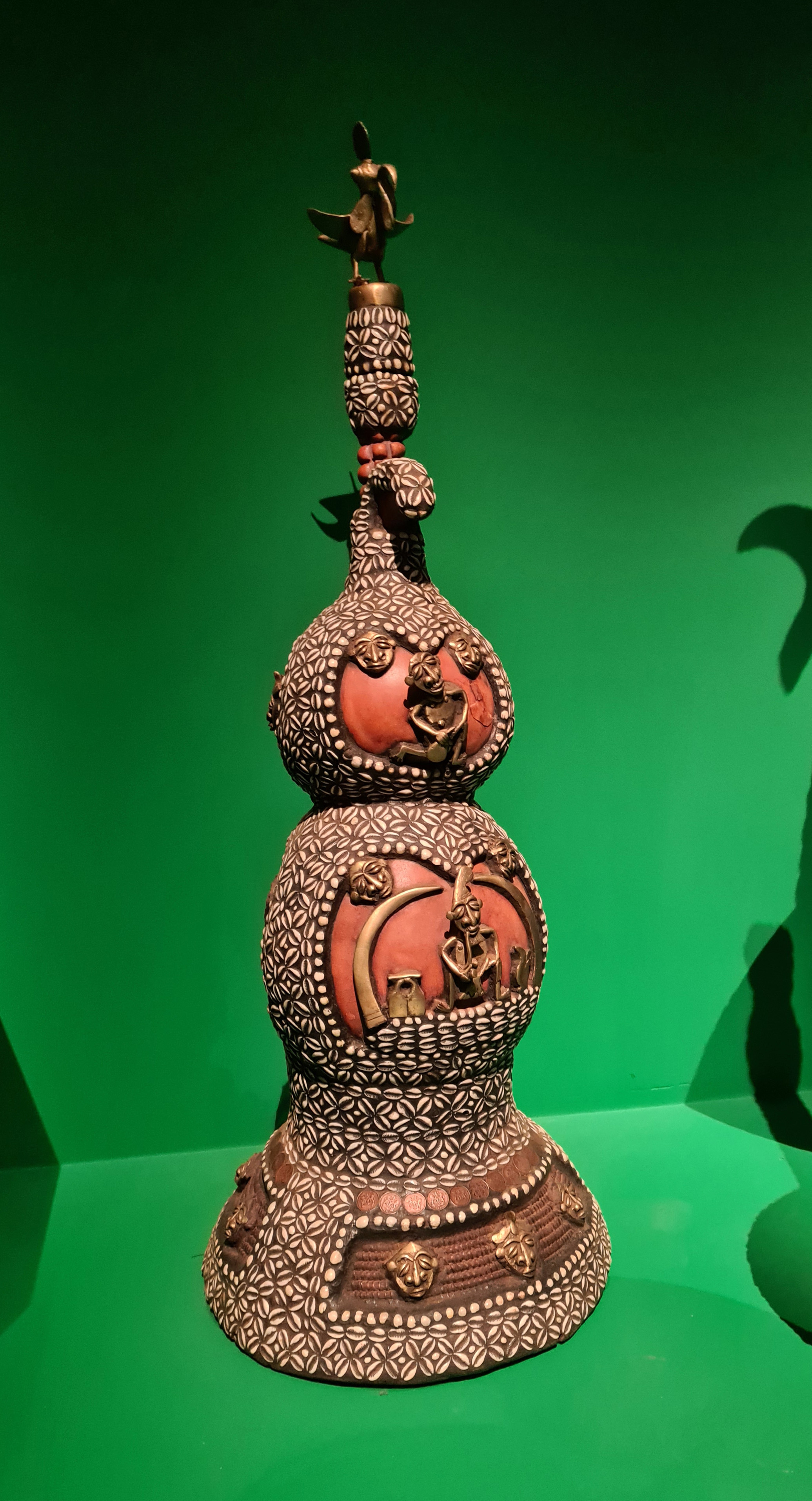
Calebasse royale.

Les origines de la monarchie Bangang et au-delà celles des populations du pays Bamiléké sont encore assez mal élucidées. Bangang fait partie du grand groupe ethnique appelé « gyemba ». Comme tous les peuples des Grassfields, les gyemba tirent leur origine de l’Égypte et auraient suivi des mouvements migratoires pour arriver au Cameroun. La chefferie Bangang serait née dans la deuxième moitié du XVIIe. Gang fut l’illustre choix du peuple réuni à Nzié (commencement) en année 1654 au cours d’une assemblée générale, Nzié est la capitale de la chefferie Bangang. Les autres six malheureux candidats sont les premiers logés du cabinet du chef Ngang, ces derniers sont entre autres :
- FouoPatouo : le grand guerrier fit sa résidence à Mola près de Toum méfon ensuite se dirigea vers Baléna par Batcham où il installa sa chefferie ;
- Fouowum se retira à Badatchio ;
- Jyolontsie à Balatchi (actuellement village autonome de 2e degré) ;
- Mekem Njyotio se chargea de Bali ;
- Mekem Njyonang fut fait chef du quartier Balafotio ;
- Mekem Tambwa est investi chef de Batomego.

## L'institution familiale
Les habitants de Bangang, d’après ce que nous enseigne l’histoire, sont issus des grandes familles réparties de part et d’autre dans tout le village. Ils pratiquent l’exogamie, l’héritage est transmis du père au fils.
Dans la partie Nord du village (mont) vit une tribu des Bororos qui pratique l’élevage des grands bétails. 
Traditionnellement, le signe de notoriété et de puissance des patriarches et dignitaires c'est généralement la taille importante de la famille polygamique. Les concessions de ces dignitaires, comme les chefferies, sont constituées des cases des épouses situées tout autour de la maison du chef de famille.

## Quartiers de Bangang
Le groupement de Bangang est constitué de 62 villages, chefferies traditionnelles de 3e degré :
Babouchang, Bachio, Badatchio, Badengang, Baghang 1, Baghang 2, Bakapfong, Baladjeutsa, Balepi, Kofong, Bameguea, Bantsiet, Bamela, Balie, Balafotio, Balekeu, Bamekeng-Mekoup, Batsepou, Bantsinla, Bamessa, Bamboue, Batsa'a, Nzemetsuet, Baletia, Balekouet, Tchuelekouet 1, Tchuelekouet 2, Bamelang, Bamelio, Bassessa, Bandengang, Bankack, Balewa, Bangouo, Bororo, Fomelie, Kontse, Mantah, Mepibea, Meto, Njuinla 1, Bassoh, Nkop, Balouo, Bamemba, Bankouop, Bambiete, Bazuintim, Tomogang 1, Tomogang 2, Tsopeua, Nzindong, Biete, Zemezong, Zemtchuet...[réf. nécessaire]

## Quelques notabilités et personnes bien connues
- Manfouo David (1962- ): homme politique,  homme d'affaires,  propriétaire des entreprises MADA et Élégance Pressing[5].
- Djimeli Victor,  homme d'affaires, PDG des entreprises SOCSUBA et NIKI
- Saho François, Maire de la commune de Batcham du 17 juin 1967 au 27 septembre 1980.

## La carte scolaire de Bangang
- Deux lycées et un collège d’enseignement secondaire
- Deux établissements d’enseignement secondaire privés
- Deux établissements d’enseignement technique privés et un public
- Vingt-et-une écoles primaires publiques
- Dix-sept écoles primaires privées
- Une école maternelle publique
- Une école maternelle privée
- Un institut polytechne en cours de création : l'Institut universitaire Léonard Da Vinci de Bangang, situé dans le quartier Tsuélékwé

## Économie

### Agriculture
L’agriculture est la principale activité économique du groupement Bangang. La seule culture de rente qu’est le café arabica a connu une chute libre de la production au cours des dernières décennies, car les agriculteurs sont découragés par la baisse des prix et le renchérissement des coûts des intrants agricoles. 
Ils se sont concentrés dans les cultures vivrières et maraîchères. Les champs sont entretenus individuellement ou en commun ; les tâches sont réparties en fonction du nombre d’hommes disponibles. Les heures de travail sont situées entre 8 h et 17 h. Les techniques utilisées sont encore archaïques, mais avec des améliorations considérables, jour après jour, à la suite du regroupement de certains producteurs en GIC.

### Élevage

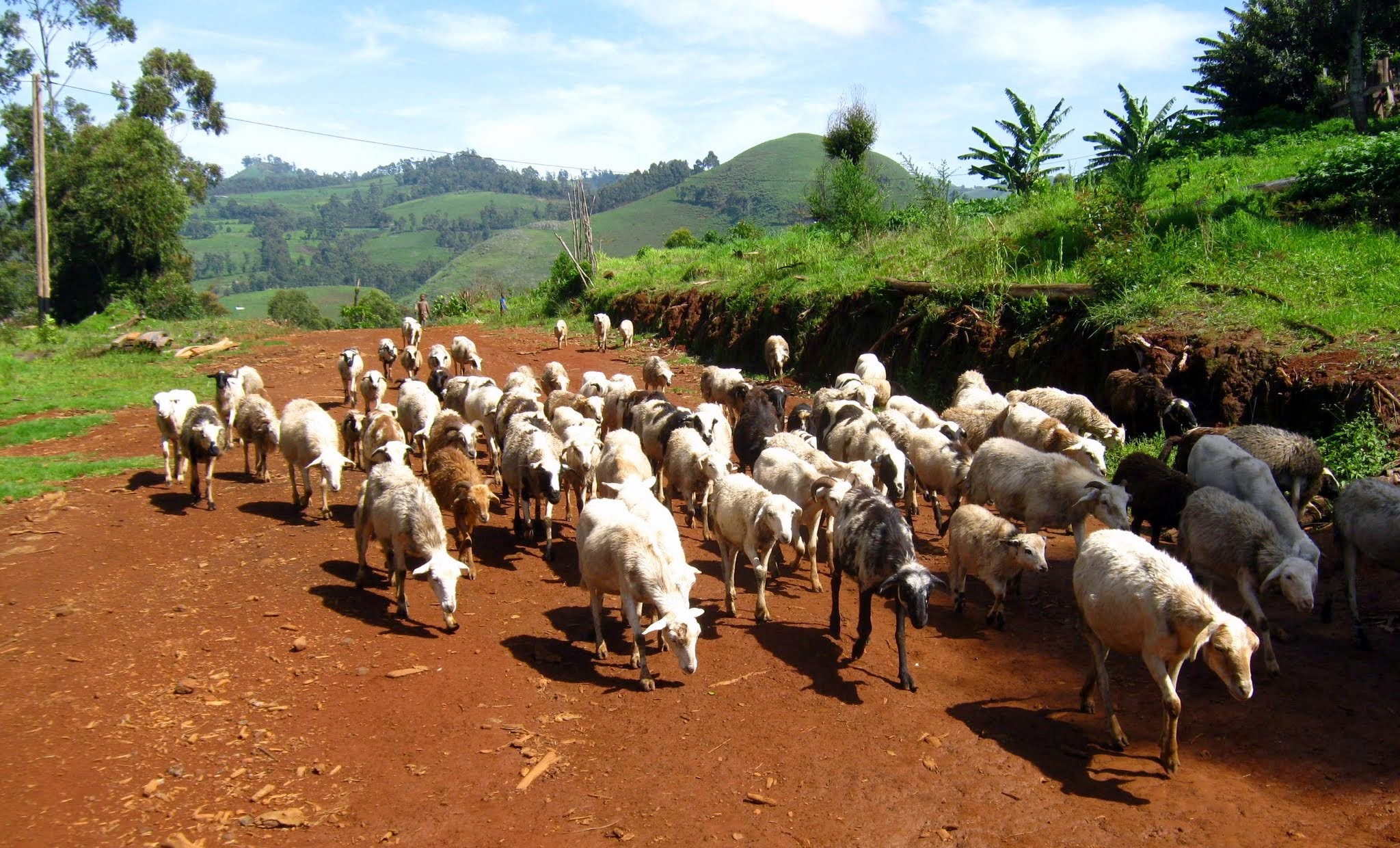
Élevage à Bangang.

À Bangang, est développé l’élevage des animaux domestiques, qui sont pour la plupart en divagation. 
Cet élevage concerne environ 10 000 porcs, 9 000 chèvres, et 40 000 poulets, auxquels il faut ajouter une production industrielle évaluée à 20 000 poulets, répartis dans une vingtaine de fermes (quasi industrielles).
Les élites Bangang investissent dans l’élevage des bovins et caprins, sur les flancs des monts Bamboutos, où on peut apercevoir plusieurs centaines de têtes de bovins et plusieurs milliers de têtes de caprins, réparties dans une dizaine de fermes industrielles.

### Autres activités
La pêche est quasi inexistante, la chasse à cause de l’absence des forêts est réduite au creusage des rats.
Quant à l’artisanat, il est de moins en moins développé. À Bangang, on trouve quelques artisans spécialisés dans le bois, les bambous et la fabrication des ustensiles de cuisine tels que les marmites, les louches et les couteaux. 
Une autre activité économique très remarquable est celle du transport par moto communément appelé «benskineurs», qui emploie plus de 150 personnes dans le village. Retenons aussi qu’il s’est développé au cours de ces dernières années un commerce de vente de boisson dans les périphéries et les environs des deuils et des funérailles, donc bon nombre de personnes s’y intéresse de plus en plus. On dénombre également plusieurs ventes emportées et boutiques que ce soit au marché Bangang ou dans les grands carrefours du village. 
Une ONG ACREST a vu le jour dans le village Bangang depuis 2005. Elle emploie près de trente chefs de famille, dans la promotion et la vulgarisation de l'utilisation des énergies renouvelables et le transfert de technologies du Sud vers le Sud et inversement. Des outils pour l'amélioration de la vie au quotidien dans les foyers de la région sont produits ici : le filtre biologique « biisand filter », les foyers améliorés, le charbon écologique, des tricycles agricoles, les huiles essentielles, etc. 
Une campagne de reboisement des versants des monts Bamboutos est en cours. ACREST est à l'origine de cette initiative et produit, dans ses pépinières, plusieurs variétés de plantes.